# Јарушке Доње
Јарушке Доње су насељено мјесто у граду Лукавац, Босна и Херцеговина.

## Становништво
|             | 2013.       | 1991.         |
| Укупно      | 89 (100,0%) | 216 (100,0%)  |
| Бошњаци     | 88 (98,88%) | 194 (89,81%)1 |
| Босанци     | 1 (1,124%)  | –             |
| Срби        | –           | 12 (5,556%)   |
| Остали      | –           | 6 (2,778%)    |
| Југословени | –           | 4 (1,852%)    |

1. 1 На пописима од 1971. до 1991. Бошњаци су пописивани углавном као Муслимани.